# セライト
セライト(英語:cerite)は、スウェーデンの鉱物学者アクセル・フレドリク・クルーンステットにより発見・命名された、セリウムを含む複合ケイ酸塩鉱物群。
セライト（Celite®）はCelite Corporation（World Minerals Inc.の子会社）の登録商標。
珪藻土を炭酸ナトリウムとともに焼成した製品。
(Ce,La,Ca)9(Mg,Fe3+)(SiO4)6(SiO3OH)(OH)3. (cerite-(Ce)) and the La rich species (cerite-(La)).  